# Anu Raghavan
Anu Raghavan (in malayalam: അനു രാഘവൻ; Alathur, 20 aprile 1993) è un'ostacolista indiana, specializzata nei 400 metri ostacoli.

## Biografia
Raghavan nasce nel distretto di Palakkad e disputa le prime competizioni nell'atletica leggera nel 2009. Debutta internazionalmente nel 2012 partecipando ai Mondiali juniores in Spagna. Dopo aver preso parte alle Universiadi di Kazan', Raghavan viene scartata dall'Athletics Federation of India dai Giochi olimpici di Rio de Janeiro 2016, dove avrebbe dovuto concorrere nella staffetta, denunciando così episodi di nepotismo e corruzione all'interno della federazione indiana.

A seguito riscontra successo nella propria carriera individuale conquistando una medaglia d'argento ai Campionati asiatici 2017 in India. L'anno seguente arriva quarta ai Giochi asiatici di Giacarta, ma a causa della squalifica per doping della bahreinita Kemi Adekoya, viene insignita della medaglia di bronzo dell'edizione ad un anno di distanza.

## Palmarès
| Anno | Manifestazione      | Sede        | Evento   | Risultato | Prestazione | Note |
| ---- | ------------------- | ----------- | -------- | --------- | ----------- | ---- |
| 2012 | Mondiali U20        | Barcellona  | 400 m hs | Batteria  | 61"14       |      |
| 2013 | Universiadi         | Kazan'      | 400 m hs | Batteria  | 62"74       |      |
| 2015 | Campionati asiatici | Wuhan       | 400 m hs | 4ª        | 57"79       |      |
| 2017 | Campionati asiatici | Bhubaneswar | 400 m hs | Argento   | 57"22       |      |
| 2018 | Giochi asiatici     | Giacarta    | 400 m hs | Bronzo    | 56"92       |      |